# Liste der Biografien/Tuz
Liste der Biografien |
Portal Biografien |
Personensuche
# |
A |
B |
C |
D |
E |
F |
G |
H |
I |
J |
K |
L |
M |
N |
O |
P |
Q |
R |
S |
T |
U |
V |
W |
X |
Y |
Z |
?
 
Ta |
Tc |
Te |
Tf |
Tg |
Th |
Ti |
Tj |
Tk |
Tl |
Tm |
To |
Tq |
Tr |
Ts |
Tu |
Tv |
Tw |
Tx |
Ty |
Tz
 
Tua |
Tub |
Tuc |
Tud |
Tue |
Tuf |
Tug |
Tuh |
Tui |
Tuj |
Tuk |
Tul |
Tum |
Tun |
Tuo |
Tup |
Tuq |
Tur |
Tus |
Tut |
Tuu |
Tuv |
Tuw |
Tux |
Tuy |
Tuz
Die Liste der Biografien führt alle Personen auf, die in der deutschsprachigen Wikipedia einen Artikel haben. Dieses ist eine Teilliste mit 22 Einträgen von Personen, deren Namen mit den Buchstaben „Tuz“ beginnt.

## Tuz
- Tuž, Jiří (* 2004), tschechischer Skilangläufer

### Tuzc
- Tuzcu, İlker (* 1993), türkischer Badmintonspieler

### Tuze
- Tüzel, Abdullah Levent (* 1961), türkischer Jurist, Politiker und Abgeordneter
- Tüzer, Ahmet Fikri (1878–1942), türkischer Staatsmann
- Tuzet, Odette (1903–1976), französische Zoologin und Hochschullehrerin

### Tuzi
- Tuzia, Benedetto (* 1944), italienischer Geistlicher, emeritierter römisch-katholischer Bischof von Orvieto-Todi
- Tuzina, Günter (* 1951), deutscher bildender Künstler

### Tuzm
- Tüzmen, Kürşad (* 1958), türkischer Politiker und Staatsminister
- Tüzmen, Tarkan (* 1968), türkischer Sänger und Schauspieler

### Tuzn
- Tuźnik, Artur (* 1989), polnischer Jazzmusiker (Piano, Komposition)

### Tuzo
- Tuzo, Harry (1917–1998), britischer General
- Tuzolana, Audräy (* 1984), französisch-kongolesischer Handballspieler
- Tuzón, Arturo (1928–2010), spanischer Unternehmer und Sportfunktionär

### Tuzs
- Tuzson, Bence (* 1972), ungarischer Politiker und Rechtsanwalt

### Tuzu
- Tuzu, Constantin (* 1912), rumänischer Politiker (PMR/PCR)
- Tüzün, Ferit (1929–1977), türkischer Komponist und Dirigent
- Tüzün, Sibel (* 1971), türkische Popsängerin
- Tüzün, Tolga (* 1971), türkischer Pianist, Komponist und Interpret elektroakustischer Musik
- Tüzün, Yildiz (1932–2021), deutsch-türkische Bildhauerin und Objektkünstlerin
- Tüzünataç, Berrak (* 1984), türkische SchauspielerinBerrak Tüzünataç (* 1984)

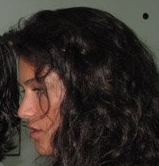
Berrak Tüzünataç (* 1984)

- Tüzüngüç, Melis (* 1994), türkische Schauspielerin

### Tuzz
- Tuzzolino, Tony (* 1975), italo-amerikanischer Eishockeyspieler